# Union of the Snake
Union of the Snake è un singolo del gruppo musicale britannico Duran Duran, pubblicato nell'ottobre 1983 come primo estratto dall'album Seven and the Ragged Tiger.
Fu uno dei maggiori successi del gruppo, raggiungendo il terzo posto sia nella classifica britannica che in quella statunitense sul finire del 1983.

## Il brano
Secondo quanto affermato da Simon Le Bon, il testo del brano fa riferimento al sesso tantrico ed è ispirato alle composizioni di Jim Morrison per i Doors.
Il batterista Roger Taylor ha inoltre dichiarato che la traccia di batteria riprende quella del singolo Let's Dance di David Bowie.

## Video musicale
Il videoclip del brano è stato ideato da Russell Mulcahy, che ha diretto molti altri celebri video dei Duran Duran; tuttavia poiché Mulcahy era impegnato a preparare il film concerto Arena: An Absurd Notion e il documentario Sing Blue Silver, girati durante il parallelo tour mondiale, il video di Union of the Snake fu affidato a Simon Milne. Le riprese si svolsero vicino Cronulla, in Australia.
Il video mostra la band che cammina per il deserto australiano, in uno scenario postapocalittico, seguita da una creatura metà uomo e metà serpente. Ad un certo punto prendono un ascensore, che li conduce in quella che sembra essere una cattedrale sotterranea, dove la creatura serpente e altri personaggi bizzarri interagiscono con il cantante Simon Le Bon. Gli altri membri del gruppo fanno solo brevi apparizioni.
L'uso di costosi set, costumi e trucchi prefigura la natura mastodontica dei seguenti video del gruppo, tra cui la versione cinematografica di 17 minuti di New Moon on Monday, il video ad altissimo budget di The Wild Boys, e lo stravagante video concerto Arena.

## Tracce
7" Single
1. Union of the Snake – 4:19
2. Secret Oktober – 2:44

12" Maxi
1. Union of the Snake (The Monkey Mix) – 6:25
2. Union of the Snake (7" Version) – 4:19
3. Secret Oktober – 2:44

## Formazione
Duran Duran
- Simon Le Bon – voce
- Andy Taylor – chitarra
- John Taylor – basso
- Nick Rhodes – tastiera
- Roger Taylor – batteria

Altri musicisti
- Andy Hamilton – sassofono
- Raphael Dejesus – percussioni
- Mark Kennedy – percussioni
- Michelle Cobbs – cori
- B.J. Nelson – cori

## Classifiche
| Classifica (1983)             | Posizione massima |
| ----------------------------- | ----------------- |
| Australia                     | 4                 |
| Belgio (Fiandre)              | 19                |
| Canada                        | 2                 |
| Finlandia                     | 1                 |
| Germania                      | 37                |
| Irlanda                       | 5                 |
| Italia                        | 22                |
| Norvegia                      | 8                 |
| Nuova Zelanda                 | 3                 |
| Paesi Bassi                   | 17                |
| Regno Unito                   | 3                 |
| Spagna                        | 16                |
| Stati Uniti                   | 3                 |
| Stati Uniti (mainstream rock) | 2                 |
| Svezia                        | 16                |